# Ancara thoracica
Ancara thoracica là một loài bướm đêm trong họ Noctuidae.